# Estádio Anilado
Estádio 19 de Outubro – stadion piłkarski, w Francisco Beltrão, Parana, Brazylia, na którym swoje mecze rozgrywa klub Esporte Clube São Luiz.
Stadion znajduje się w dzielnicy Nossa Senhora Aparecida. W latach 2005–2008 stadionem zarządza urząd miasta Francisco Beltrão.

## Linki zewnętrzne

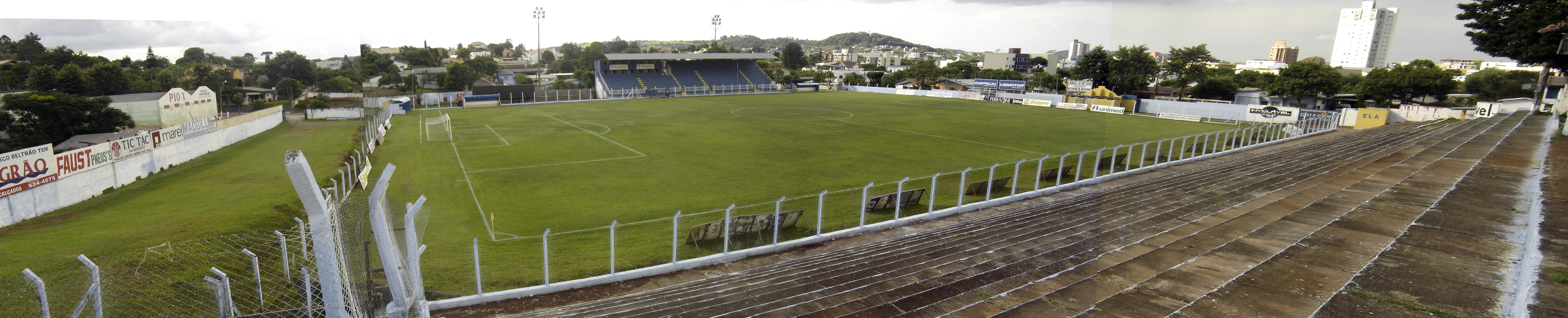